# Mariä Opferung (Osterhofen)
Mariä Opferung ist eine römisch-katholische Kapelle in Osterhofen im Landkreis Ravensburg in Oberschwaben.

## Lage
Die Kapelle Mariä Opferung befindet sich in Osterhofen, einem Teilort von Bad Waldsee auf der Gemarkung Haisterkirch. Ihre Lage ist direkt an der Eggmannsriederstraße, zwischen dem Mühlweg und der Grabenerstraße. Kirchlich gehört sie zur Seelsorgeeinheit Bad Waldsee.

## Chorraum
Der Chorraum der Osterhofer Kapelle thematisiert mit Deckengemälden und Altarbildern die Sieben Schmerzen Mariens, gemalt 1762 im Rokoko-Stil von Eustachius Gabriel. Dargestellt sind Szenen wie die Weissagung Simeons, die Flucht nach Ägypten, das Verlieren Jesu im Tempel, die Begegnung auf dem Kreuzweg, Marias Ausharren unter dem Kreuz, die Kreuzesabnahme (als Pietà, nach dem Vorbild in Steinhausen) und die Grablegung Jesu. Der Hochaltar zeigt flankierende Figuren von Josef und Johannes dem Täufer sowie Details wie das Herz Jesu und Mariens mit Marterwerkzeugen. Ein späteres Gemälde der Kreuzesabnahme an der Rückwand wiederholt das zentrale Thema. An der linken (Ost-)Wand befindet sich die Votivtafel der Älteren Marianischen Bruderschaft (gegründet 1702) mit einer Pietà, betenden Männern und Armen Seelen. Die Inschrift lautet: „Erbarmet euch meiner aufs wenigste ihr meine Freunde“. An der rechten (West-)Wand hängt das Votivbild der Jüngeren Marianischen Bruderschaft (gegründet 1718), ebenfalls mit einer Pietà, betenden Mitgliedern und Armen Seelen, mit der Inschrift: „Liebe Brüder allzumal, helfet uns aus dieser Qual.“

## Geschichte
- 1702: Gründung der „Alten“ marianische Bruderschaft[2]
- 1718: Gründung der „Neuen“ marianische Bruderschaft[2]
- Vor 1737: Die Kapelle „Mariä Opferung“ in Osterhofen existiert bereits und wird auf einem Deckengemälde im Alten Pfarrhaus in Haisterkirch als eine der „Tochterkirchen“ der Mutterkirche St. Johannes Baptista dargestellt. Dieses Gemälde wird um 1737 angefertigt.[1]
- 1762: Die Ausmalung der Kapelle im Rokoko-Stil erfolgt. Sie wird dem Maler Eustachius Gabriel zugeschrieben, der aus der Region stammt und in Oberschwaben sowie weiteren Gebieten tätig war. Die Bemalung thematisiert im Chor die Sieben Schmerzen Mariens und im Schiff die Fünf Geheimnisse des glorreichen Rosenkranzes.[1]
- 2017: Erstes Kapellenfest um Gelder für die Sanierung der Kapelle zu sammeln.[3]
- 2018: Die Kapelle wurde vom Stadtkämmerer für 1 Euro an dem Pfarrer zum Kauf angeboten.[4]
- 2020: Gründung des Förderverein Kapelle Osterhofen[5]
- 2023:Zusage über 210.000 Euro aus dem Denkmalschutz-Sonderprogramm XII des Bundes für die Sanierung[6]
- 2024: Beginn der Sanierung[7]

## Regelmäßige Veranstaltungen
- Bruderschaftstag der „alten“ marianische Bruderschaft[8]
- Bruderschaftstag der „neuen“ marianische Bruderschaft[8]
- Kapellenfest[9]